# Natación en los Juegos Olímpicos de Londres 2012 – 100 metros pecho masculino
El evento de 100 metros estilo pecho masculino de natación olímpica en los Juegos Olímpicos de Londres 2012 tomó lugar el 29 de julio en el  Centro Acuático de Londres.

## Récords
RM=Récord mundial
RO=Récord olímpico
RN=Récord nacional

## Resultados

### Heats
| Rank | Heat | Línea | Nombre                 | Nacionalidad                  | Tiempo  | Notas |
| ---- | ---- | ----- | ---------------------- | ----------------------------- | ------- | ----- |
| 1    | 6    | 3     | Christian Sprenger     | Australia (AUS)               | 59.62   | Q     |
| 2    | 6    | 4     | Kosuke Kitajima        | Japón (JPN)                   | 59.63   | Q     |
| 3    | 6    | 2     | Giedrius Titenis       | Lituania (LTU)                | 59.68   | Q     |
| 4    | 4    | 6     | Dániel Gyurta          | Hungría (HUN)                 | 59.76   | Q, RN |
| 5    | 5    | 3     | Glenn Snyders          | Nueva Zelanda (NZL)           | 59.78   | Q     |
| 6    | 4    | 4     | Cameron van der Burgh  | Sudáfrica (RSA)               | 59.79   | Q     |
| 7    | 5    | 2     | Scott Dickens          | Canadá (CAN)                  | 59.85   | Q, RN |
| 8    | 6    | 5     | Ryo Tateishi           | Japón (JPN)                   | 59.86   | Q     |
| 9    | 5    | 7     | Michael Jamieson       | Reino Unido (GBR)             | 59.89   | Q     |
| 10   | 4    | 5     | Brendan Hansen         | Estados Unidos (USA)          | 59.93   | Q     |
| 11   | 5    | 6     | Eric Shanteau          | Estados Unidos (USA)          | 59.96   | Q     |
| 12   | 5    | 4     | Fabio Scozzoli         | Italia (ITA)                  | 59.99   | Q     |
| 13   | 4    | 2     | Craig Benson           | Reino Unido (GBR)             | 1:00.04 | Q     |
| 14   | 4    | 3     | Brenton Rickard        | Australia (AUS)               | 1:00.07 | Q     |
| 15   | 5    | 5     | Felipe Silva           | Brasil (BRA)                  | 1:00.38 | Q     |
| 16   | 6    | 6     | Felipe Lima            | Brasil (BRA)                  | 1:00.57 | Q     |
| 17   | 3    | 4     | Giacomo Perez d'Ortona | Francia (FRA)                 | 1:00.59 |       |
| 18   | 5    | 1     | Damir Dugonjic         | Eslovenia (SLO)               | 1:00.77 |       |
| 19   | 6    | 1     | Christian vom Lehn     | Alemania (GER)                | 1:00.78 |       |
| 20   | 4    | 7     | Lennart Stekelenburg   | Países Bajos (NED)            | 1:00.96 |       |
| 21   | 6    | 7     | Hendrik Feldwehr       | Alemania (GER)                | 1:01.00 |       |
| 22   | 3    | 6     | Panagiotis Samilidis   | Grecia (GRE)                  | 1:01.20 |       |
| 23   | 4    | 1     | Valerii Dymo           | Ucrania (UKR)                 | 1:01.27 |       |
| =23  | 5    | 8     | Mattia Pesce           | Italia (ITA)                  | 1:01.27 |       |
| 25   | 3    | 1     | Carlos Almeida         | Portugal (POR)                | 1:01.40 |       |
| 26   | 2    | 3     | Laurent Carnol         | Luxemburgo (LUX)              | 1:01.46 |       |
| 27   | 6    | 8     | Roman Sludnov          | Rusia (RUS)                   | 1:01.47 |       |
| 28   | 3    | 3     | Li Xiayan              | República Popular China (CHN) | 1:01.55 |       |
| 29   | 3    | 8     | Martin Liivamagi       | Estonia (EST)                 | 1:01.57 |       |
| =29  | 4    | 8     | Barry Murphy           | Irlanda (IRL)                 | 1:01.57 |       |
| 31   | 2    | 6     | Caba Siladji           | Serbia (SRB)                  | 1:01.95 |       |
| 32   | 3    | 2     | Dawid Szulich          | Polonia (POL)                 | 1:02.07 |       |
| =32  | 3    | 5     | Imri Ganiel            | Israel (ISR)                  | 1:02.07 |       |
| 34   | 2    | 4     | Vladislav Polyakov     | Kazajistán (KAZ)              | 1:02.15 |       |
| 35   | 2    | 2     | Edgar Crespo           | Panamá (PAN)                  | 1:02.18 |       |
| 36   | 2    | 5     | Jakob Johann Sveinsson | Islandia (ISL)                | 1:02.65 |       |
| 37   | 2    | 1     | Malick Fall            | Senegal (SEN)                 | 1:02.93 |       |
| 38   | 3    | 7     | Dragos Agache          | Rumania (ROU)                 | 1:02.93 |       |
| 39   | 2    | 8     | Azad Albarazi          | Siria (SYR)                   | 1:03.48 |       |
| 40   | 2    | 7     | Danila Artiomov        | Moldavia (MDA)                | 1:03.57 |       |
| 41   | 1    | 4     | Amini Fonua            | Tonga (TGA)                   | 1:03.65 |       |
| 42   | 1    | 3     | Mubarak Al Besher      | Emiratos Árabes Unidos (UAE)  | 1:05.26 |       |
| 43   | 1    | 5     | Diguan Pigot           | Surinam (SUR)                 | 1:05.55 |       |
| 44   | 1    | 6     | Wael Koubrousli        | Líbano (LIB)                  | 1:07.06 |       |

### Semifinales

#### Semifinal 1
| Rank | Línea | Nombre                | Nacionalidad         | Tiempo  | Notas |
| ---- | ----- | --------------------- | -------------------- | ------- | ----- |
| 1    | 3     | Cameron van der Burgh | Sudáfrica (RSA)      | 58.83   | RO, Q |
| 2    | 7     | Fabio Scozzoli        | Italia (ITA)         | 59.44   | Q     |
| 3    | 1     | Brenton Rickard       | Australia (AUS)      | 59.50   | Q     |
| 4    | 4     | Kosuke Kitajima       | Japón (JPN)          | 59.69   | Q     |
| 5    | 5     | Dániel Gyurta         | Hungría (HUN)        | 59.74   | Q, RN |
| 6    | 2     | Brendan Hansen        | Estados Unidos (USA) | 59.78   | Q     |
| 7    | 6     | Ryo Tateishi          | Japón (JPN)          | 59.93   |       |
| 8    | 8     | Felipe Lima           | Brasil (BRA)         | 1:00.08 |       |

#### Semifinal 2
| Rank | Línea | Nombre             | Nacionalidad         | Tiempo  | Notas |
| ---- | ----- | ------------------ | -------------------- | ------- | ----- |
| 1    | 4     | Christian Sprenger | Australia (AUS)      | 59.61   | Q     |
| 2    | 5     | Giedrius Titenis   | Lituania (LTU)       | 59.66   | Q     |
| 3    | 2     | Michael Jamieson   | Reino Unido (GBR)    | 59.89   |       |
| 4    | 7     | Eric Shanteau      | Estados Unidos (USA) | 59.96   |       |
| 5    | 8     | Felipe Silva       | Brasil (BRA)         | 1:00.01 |       |
| 6    | 1     | Craig Benson       | Reino Unido (GBR)    | 1:00.13 |       |
| 7    | 3     | Glenn Snyders      | Nueva Zelanda (NZL)  | 1:00.15 |       |
| 8    | 6     | Scott Dickens      | Canadá (CAN)         | 1:00.16 |       |

### Final
| Rank              | Línea | Nombre                | Nacionalidad         | Tiempo  | Notas |
| ----------------- | ----- | --------------------- | -------------------- | ------- | ----- |
| Medalla de oro    | 4     | Cameron van der Burgh | Sudáfrica (RSA)      | 0:58.46 | RM    |
| Medalla de plata  | 6     | Christian Sprenger    | Australia (AUS)      | 0:58.93 |       |
| Medalla de bronce | 8     | Brendan Hansen        | Estados Unidos (USA) | 0:59.49 |       |
| 4                 | 1     | Dániel Gyurta         | Hungría (HUN)        | 0:59.53 | RN    |
| 5                 | 7     | Kosuke Kitajima       | Japón (JPN)          | 0:59.79 |       |
| 6                 | 3     | Brenton Rickard       | Australia (AUS)      | 0:59.87 |       |
| 7                 | 5     | Fabio Scozzoli        | Italia (ITA)         | 0:59.97 |       |
| 8                 | 2     | Giedrius Titenis      | Lituania (LTU)       | 1:00.84 |       |